# 동두천민요
동두천민요(東豆川民謠)는 대한민국 경기도 동두천시 일대에 전승되는 민요이다. 2013년 12월 31일 경기도의 무형문화재 제55호로 지정되었다.
동두천민요는 농요 총12종목(모내는 소리, 애벌논매는 소리, 두벌논매는 소리, 세벌논매는 소리, 물까부리, 백중놀이, 옛날상여소리, 근대상여소리, 달고질소리, 지경닫이소리, 새쫏는소리, 잦은상여소리)으로 구성되며 동두천(옛 이담면)에서 두레꾼들이 여기저기 모내고 논매며 힘들던 농사일에 흥을 돋우어 시름을 달래기도 하고 협동심을 불러일으키는 소리로 전통적인 경기도 북부의 전형적인 민속놀이와 민요의 사례이다. 현재 동두천민요 보존회가 계승하고 있으며, 매년 10월에 정기 발표회를 통해 시민과 만나고 있다.

## 개요
동두천민요는 동두천 일대에 전승되는 민요를 묶어 문화재로 지정한 것이다. 여기에는 논농사소리에 불리는 노동요와 비를 기원하는 기우제와 장례의식에 부르던 의식요, 백중놀이에 부르던 유희요에 이르기까지 다양한 민요들이 총망라되어 있다. 또한 한 마을에 전승되는 민요만이 아니라 인근 마을에 전승되던 소리를 모두 한데 묶은 것이라 할 수 있다.
옛날에는 모를 낼 때가 되어도 날이 가물고 비가 오지 않아 모를 낼 수가 없으면 마을에 첫 아들을 낳은 아낙네들이 키를 가지고 시냇물에 나가 '물까부리 비나리소리'를 하였다고 한다. 이렇게 하면 천지 신명님께서 비를 내려준다고 믿었던 것이다. 물까부리 비나리소리에는 복신 불러 들이는 소리와 짐승 불러 들이는 소리로 나뉘는데, 가사로 보아서는 비나리 계통의 악곡으로 생각되며 실제 노래 선율은 창부타령조에 얹어 노래하고 있다.
논농사소리로 모를 심을 때에는 모심는 소리인 '훠나기소리'를 부른다. 논매기는 일 년에 세 차례에 걸쳐 하는데, 첫 번째 논매기인 애벌에는 '긴방아타령'을 부르고 두 번째 논매기에는 '잦은방아타령', 세 번째 논매기에는 '어러리타령'을 부른다. 논매기가 끝나는 백중 무렵이면 그동안 사용했던 호미를 씻어 보관하는 '호미씻이'를 한다. 마을 은행나무 아래에서 농사 풍년을 기원하며 농악에 맞추어 신명나게 놀면서 '니나노 방아타령'을 노래한다.
장례의식에서는 상여를 운상하는 상여소리를 부르는데, '옛날 상여소리'와 '근대 상여소리', '잦은 상여소리' 등으로 나누어진다. 또 묘를 조성하기 위해 달구질이나 지경다지기를 하는데, 이때 '달고질 소리', '지경닫이소리'를 부르며, 달구질이 끝날 무렵에는 '새쫓는 소리'를 불러 액막이를 한다. 동두천민요에는 경기도 북부의 민속놀이와 민요 등 지역적 특색이 잘 살아있다.

## 보유자
| 구분     | 성명 (생년월일)  | 성별 | 기예능     | 주소                   | 인정·해제일자   | 비고 |
| -------- | ---------------- | ---- | ---------- | ---------------------- | --------------- | ---- |
| 보유단체 | 동두천민요보존회 | -    | 동두천민요 | 동두천시 상패로 112-13 | 2013.12.31 인정 |      |

## 참고 문헌
- 동두천민요 - 국가유산청 국가유산포털